# Simche Schwarz
Pour les articles homonymes, voir Schwarz.
Simche Schwarz (variantes : Simcha, Simkhe, Simje, Sim pour le prénom, Svartz, Shvarts, Șvarț, Schwartz pour le nom de famille), né le 17 septembre 1900 à Podu Iloaiei en Roumanie, et décédé le 14 août 1974 à Buenos Aires, était un homme de théâtre, sculpteur, traducteur, et écrivain argentin en yiddish. Il s'est surtout fait connaître pour avoir exploité avec son épouse Ruth le théâtre Hakl-Bakl à Paris à la fin des années 1940 et au début des années 1950.

## Biographie

### Enfance et premières expériences littéraires
Simche Schwarz est né le 17 septembre 1900 de Herș et Esther Ghitla Șvarț, née Feldstein, à Podu Iloaiei, dans une famille où l'on observait strictement les traditions juives. Il était le frère du prosateur et historien Ițic Șvarț (1906-2001), plus connu sous le pseudonyme I. Kara, et de l'acteur et écrivain Iulian Șvarț (1910-1977). Sa famille était pauvre, Simche était l'aîné et son père est mort relativement jeune, en 1928, si bien qu'il a dû la soutenir.
Il a connu jeune l'effervescence au sein des troupes amateures de théâtre en yiddish provoquée par l'émergence d'un nouveau répertoire, notamment sous l'impulsion de Jacob Sternberg et Jacob Botoshansky. Avec plusieurs amis, dont Ghetel Buchman, future victime du pogrom de Jassy, durant l'hiver 1919-1920, il a écrit une revue satirique, qu'il a jouée en roumain et en yiddish à Podu Iloaiei et à Târgu Frumos, nommée Podeloier Times. Il a aussi écrit à cette époque une brève nouvelle intitulée Podeloi, traduite plus tard en roumain par Ițic Șvarț sous le titre Podu Iloaiei. Jeune, il a parcouru la Roumanie, habité à Jassy, Bucarest, puis Tchernivtsi, aujourd'hui ukrainienne, a édité le journal Idishe presse à Sighetu Marmației entre 1929 et 1932. Il a également publié dans Unzer veg [Notre chemin], Shoybn [Vitres] (les premiers chapitres de ses mémoires projetées intitulées Podeloy) à Bucarest; Literarishe bleter [Feuilles littéraires] à Varsovie en 1934; ou Idishe kultur à New York. En 1936, il s'est aussi rendu à Paris, où il a étudié la sculpture et le théâtre. Solomon Mikhoels a essayé de le recruter à Moscou, sans succès.

### Tchernivtsi et le petit théâtre
Simche Schwarz n'a pas quitté les planches et a fondé en 1929 à Tchernivtsi le théâtre en yiddish Kamelyon, dans lequel il jouait de petites pièces ou sketches souvent composées de chansons folkloriques ou humoristiques assemblées pour constituer une intrigue. Il écrivait les textes, influencé entre autres par Avrom Goldfaden, jouait et mettait en scène, par exemple Fishke le boîteux de Mendele Moïkher Sforim. Certaines de ses chansons (des titres comme A kheyder [Une école] Nakht shikht [Poste de nuit] ou Di tsaytung farkoyfer [Le vendeur de journaux] étaient connus à l'époque) ont été reprises par Beyle Schaechter-Gottesman, qui était connue pour son incroyable mémoire, après les y avoir entendues. Leibu Levin, entre autres, jouait pour Kamelyon. C'est aussi à cette époque que Simche Schwarz a traduit en yiddish des poésies de Paul Verlaine et Charles Baudelaire. Il a aussi enseigné à l'école du 5, place d'Autriche, toujours à Tchernivtsi, où il a côtoyé Selma Merbaum, au moins en 1940. Puis il a connu les difficultés de la communauté juive de Tchernivtsi et a trouvé refuge de manière chaotique, en passant par Paris et Nice, au centre de réfugiés « Bellevue » de Neuhausen am Rheinfall dans les années 1943-1944, par la suite au home d'accueil de Morgins.
C'est là qu'il a fait la connaissance de celle qui est devenue son épouse. Ruth Hepner avait connu un parcours quasi miraculeux. En 1938, après la Nuit de Cristal, Elfriede et Jakob Hepner, ses parents quittèrent l’Allemagne pour Paris avec leurs quatre enfants, dont Ruth, qui n'avait que seize ans. En 1942, Jakob Hepner et son fils Elie furent assignés à résidence à Collobrières, le reste de la famille dut vivre caché. Ils furent protégés par des Allemands venus habiter en France, les Kettschau. La tante de Ruth, Esther, périt à Auschwitz en septembre 1942, ainsi que ses trois enfants, ses cousin et cousines, dont un de moins d'un an; son époux Hermann Bondi périt à Sobibor. Avec son ami Alexander Rotenberg, elle intégra la Résistance et essaya de faire passer un groupe en Suisse. Ils furent contrôlés par les gendarmes français, qui gardèrent leurs papiers. L'abbé Payot et le guide de montagne Louis Pache les aidèrent à passer la frontière suisse immédiatement et ainsi, à se sauver. Pour leurs actions, Louis et Franceline Pache, André Payot, Marthe, Charles et Kurt Kettschau reçurent le titre de Juste parmi les nations. Simche et Ruth se trouvèrent également artistiquement et jouèrent tous deux dans la troupe de théâtre itinérante Nawenad (littéralement « Errance » ), qui se produisait dans tous les centres de réfugiés suisses, environ soixante, sur des scènes improvisées, où elle obtenait souvent des ovations, puis, une fois autorisée, partout où elle pouvait. En 1945, Simche et Ruth quittèrent la Suisse illégalement, se marièrent et s'installèrent à Paris.

### Le théâtre Hakl-Bakl à Paris
En novembre 1945, Simche Schwarz a mis en scène, pour les débuts après-guerre du Yidisher kunst teater (YKUT) de Paris, Fishke le boîteux de Mendele Moïkher Sforim au théâtre Lancry. En 1948, Simche et Ruth Schwarz fondèrent le théâtre Hakl-Bakl (littéralement « Pêle-Mêle »), d'abord au sein du « phalanstère yiddish » du 9, rue Guy Patin à Paris, lieu d'accueil de réfugiés juifs, anciennement le Toit familial, ainsi qu'en tournée. Simche concevait et fabriquait des marionnettes de papier mâché, Ruth composait la musique et l'assistait, manipulait les marionnettes. Étienne Bertrand Weill a régulièrement pris des photographies du travail du couple, qu'il a aussi hébergé. Marc Chagall a réalisé les décors du spectacle Héritage, adaptation des écrits posthumes de Bella Rosenfeld, Lumières allumées. On dit que Chagall, qui a peint Le Montreur de marionnettes en 1916 et appréciait donc ce type de spectacle, est, en habitué des cercles artistiques parisiens, allé voir une nuit de mai 1949 un spectacle de Hakl-Bakl. Enchanté, il a attendu que tous les spectateurs sortent et que la salle se vide, puis s'est adressé à Simche Schwarz : « Monsieur Schwarz, votre travail m'a déjà impressionné. Je suis enchanté. Comment pourrais-je collaborer avec vous ? » pour s'entendre répondre sans ambages: « Cher Chagall, faites un décor pour notre petit théâtre. » Une véritable troupe se constitua, dont fit partie Sarah Montard, en tant que jeune personne parlant yiddish selon les vœux des fondateurs. Le jeune Benjamin Lewin a également participé aux spectacles, Hélène Boschi les a accompagnés au piano. Plus tard, ils exercèrent au théâtre du Farfadet au 76, rue Mouffetard, où ils adaptèrent Crainquebille d'Anatole France et Guignol de Jacques Prévert en français. Le théâtre s'arrêta en 1951, du fait de problèmes financiers, d'un accueil plus mitigé des spectacles en français et des projets d'ailleurs des époux Schwarz.

### L'émigration en Argentine
Jacob Botoshansky est intervenu auprès du président Juan Perón pour qu'ils puissent entrer en Argentine. Les Schwarz sont arrivés au port de Buenos Aires en juillet 1952. Les époux Schwarz recréèrent leur théâtre de marionnettes, dont le destin n'était cependant pas de les enrichir, ni même de leur permettre de gagner leur vie. Ils fermèrent le rideau de leur théâtre et se réorientèrent vers l'ouverture d'une colonie de vacances, voire au travail social avec des jeunes. Certaines marionnettes se perdirent, d'autres furent exposées grâce aux soins de Ruth. Simche Schwarz revint ensuite à la sculpture, avant de décéder le 14 août 1974 à Buenos Aires.
Ruth Schwarz étudia de 1964 à 1968 à Buenos Aires la psychologie et la pédagogie, puis suivit une formation de psychanalyste. Elle s'occupa surtout de femmes, adolescents, émigrants et reçut le prix José Bleger de l'association psychanalytique argentine en 1973. Elle est décédée le 8 août 2013. Les époux Schwarz sont enterrés au cimetière juif de La Tablada.

## Influence
Le théâtre Hakl-Bakl et les marionnettes conservées par Ruth Schwarz ont fait l'objet de plusieurs expositions : au musée juif de New York en 1981, au musée du judaïsme de Paris du 8 juin au 9 octobre 2000,, au Centre for Puppetry Arts d'Atlanta du premier octobre au 20 novembre 1982. Toutes ont fait l'objet de critiques dans des médias importants. Dans l'ensemble, à l'époque de son activité à Paris, les comptes rendus étaient la plupart du temps dithyrambiques. Ainsi Jacques Sabbath souligne la pauvreté des moyens dont il dispose, qu'il oppose au transport qu'il provoque chez les spectateurs. Le théâtre Hakl-Bakl peut être considéré comme une tentative de recréer la vie des Juifs, notamment ceux de Tchernivtsi, après la tentative d'extermination qu'elle a subie : il s'inspirait des traditions, en particulier celles du hassidisme, sa forme, proche du cabaret (Kleynkunst en yiddish) s'apparentait à celle de Kamelyon.
Manès Sperber a rencontré Simche Schwarz à Nice en 1941 et a passé des heures à chanter avec lui les innombrables chansons qu'ils connaissaient. Il estimait que Hakl-Bakl était un des meilleurs théâtres de marionnettes qu'on eût jamais connus et que tous ceux qui ont assisté à ses spectacles s'en souviennent avec émerveillement. Itzik Manger était fier d'avoir inspiré dans la pièce David et Goliath la marionnette de David. Eliahu Toker fait un portrait plus personnel de Simche, dont le nom signifie en yiddish « allégresse » et qu'il décrit en mouvement permanent, doté d'une crinière exaltée, d'un visage expressif, d'un regard presque enfantin. Pour lui, le temps était continu et l'antique et le contemporain pouvaient échanger librement leurs places, comme la tradition spirituelle hassidique et les chansons populaires roumaines.
Simche Schwarz est surtout connu en Argentine pour le monument aux soldats tombés pour la défense de l'État d'Israël qu'il a érigé en 1969, après avoir gagné un concours organisé par l'Association mutuelle israélite argentine, au cimetière de la Tablada. Il est constitué d'une étoile de David en bronze et en ciment, dont, selon Simche devenu Simje, un « triangle désigne l'intangible, les hauteurs, symboles de la spiritualité et de la pérennité de la vie, tandis que l'autre désigne la terre, expression de la vie sensible, faite d'efforts, de joie, de peines, la vie et la mort terrestres ». Le monument fut inauguré le 13 avril 1969 et une cérémonie y est organisée tous les ans à Yom Hazikaron avec les élèves des écoles juives.
Ruth Schwarz s'est particulièrement intéressée aux conséquences psychiques des migrations, aux relations entre les formes de société et la santé mentale, aux souvenirs. Son livre Idolatria del poder o reconocimiento, avec ses références au nazisme et à la dictature militaire, l'a fait connaître en Argentine. Selon elle, alors que le monde de la volonté de puissance qui caractérise les dictatures se trouve sous le signe du combat et du fantasme de toute-puissance, le monde de la reconnaissance lié aux structures démocratiques est caractérisé par la compréhension, la réciprocité et la confiance. Après la mort de son époux, elle a activement travaillé à la perpétuation de leur œuvre, notamment en donnant des pièces à divers musées, ou en les mettant à disposition pour des expositions.

## Œuvres

### De Simche Schwarz
- Tsen lider fun Bodler un Ṿerlen [Dix chants de Baudelaire et Verlaine], édition bilingue français et yiddish, Tchernivtsi, Farlag: seminar far Yidishe literaṭur, 1936.
- Wohlätigkeits-Veranstaltung zugunsten der Schweiz, Zurich, Omanut, 1944, plaquette de la troupe Nawenad, musique d'A. Dünmann-Delmar.

### De Ruth Schwarz
- Aplicaciones del conocimiento del psicoanálisis a la tocoginecología, article collectif dans Revista Psicoanalitica n° 31, 1974, pages 731-792.
- Sim Schwarz Esculturas, Buenos Aires, 1975.
- Migración y desarraigo: Su influencia en los conflictos de la familia y de la pareja, article dans Revista de Psicología y Psicoterapia de Grupo 10, 1987, pages 177-189.
- Idolatria del poder o reconocimiento. Dos modos de vivir y relacionarse, Buenos Aires, Grupo Editor Latinoamericano, 1989.
- En defensa de la persona adulta. Esperanza y desesperanza en la vida de hoy, Buenos Aires, Grupo Editor Latinoamericano, 1994.